# بخش گنوخو
بخش گنوخو (به سوئدی: Gnosjö kommun) یک ناحیه شهری در سوئد است که در شهرستان یونشوپینگ واقع شده‌است.